# Philodromus kianganensis
Philodromus kianganensis là một loài nhện trong họ Philodromidae.
Loài này thuộc chi Philodromus. Philodromus kianganensis được Alberto Barrion & James A. Litsinger miêu tả năm 1995.